# The Micragirls
The Micragirls var ett finländskt rockband bestående av tre kvinnor. Deras musik påminner om garagerock men innehåller också 1960-talspop samt 1950-tals-rock. Alla medlemmar kom från Kuopio. Gruppen skapades under en helg på en rockfestival när de unga kvinnorna firade i en Nissan Micra, därav gruppens namn. 
The Micragirls sjöng alla sina låtar på engelska. Bandet turnerade ofta i Centraleuropa, då främst i Tyskland och Schweiz.

## Karriär
The Micragirls bildades 2001 av fyra väninnor som delade en passion för rock'n'roll. Till en början kunde de unga kvinnorna inte spela några instrument, men inom ett par månader kunde de själv skriva sina egna låtar och uppträda inför publik. 
The Micragirls gav ut sin första 7" EP redan 2002, och ytterligare två under 2003 och 2004. När basisten Hakkarainen lämnade gruppen 2003 valde de andra att fortsätta som en trio. År 2005 tog de ett sabbatsår på grund av mammaledighet.
2006 fick bandet ett skivkontrakt med finsk-tyska Bone Voyage Recording Company. Debutalbumet "Feeling Dizzy Honey!?" släpptes 2006, först som en 10" vinylskiva med åtta låtar, och 2007 som en dubbel-CD. På cd-albumen fanns också åtta tidigare låtar från den andra och tredje EP:n.
The Micragirls släppte nästa EP 2008 och ett par e-singlar 2009. Deras andra album, Wild Girl Walk, släpptes i september 2009.

## Medlemmar
- Mari Halonen (sång, elgitarr)
- Katariina "Kata" Haapalainen (keyboard)
- Kristiina "Risu" Haapalainen (trummor)

Tidigare medlemmar
- Elina Hakkarainen (elbas)

## Diskografi
Album
- "Feeling Dizzy Honey!?" (10", 2006)
- "Feeling Dizzy Honey!?" (2CD, 2007)
- "Feeling Dizzy Honey!?" (CD Japan, 2007)
- "Feeling Dizzy Honey!?" (12", 2008)
- Wild Girl Walk (CD och LP, 2009)

EP / Singel
- Are You Insane, Girls? (7", 2002)
- Mind Twistin' Weekend with The Micragirls (7", 2003)
- Primitive Homeorgan Blast (7", 2004)
- Haunted Heart (7", 2008)
- "Summer's Gone" / "Girl Go Crazy" (nerladdbar singel, 2009)
- "C'mon Dance With Santa Claus" (nerladdbar singel, 2009)